# Torneo de Viena 2021
El Erste Bank Open 2021 fue un torneo de tenis perteneciente al ATP Tour 2021 en la categoría ATP Tour 500. El torneo tuvo lugar en la ciudad de Viena (Austria) desde el 25 hasta el 31 de octubre de 2021 sobre canchas duras.

## Distribución de puntos
| Modalidad            | Campeón | Finalista | Semifinales | Cuartos de final | 2.ª ronda | 1.ª ronda | Clasificados | 2.ª ronda de clasificación | 1.ª ronda de clasificación |
| Individual masculino | 500     | 330       | 200         | 100              | 50        | 0         | 25           | 13                         | 0                          |
| Dobles masculino     | 500     | 300       | 180         | 90               | –         | –         | 45           | 25                         | 0                          |

## Cabezas de serie

### Individuales masculino
| Tenista               | Ranking | Preclasificado |
| Stefanos Tsitsipas    | 3       | 1              |
| Alexander Zverev      | 4       | 2              |
| Matteo Berrettini     | 7       | 3              |
| Casper Ruud           | 9       | 4              |
| Hubert Hurkacz        | 10      | 5              |
| Félix Auger-Aliassime | 12      | 6              |
| Jannik Sinner         | 13      | 7              |
| Diego Schwartzman     | 14      | 8              |

- Ranking del 18 de octubre de 2021.[2]

### Dobles masculino
| Tenistas                          | Ranking | Preclasificados |
| Nikola Mektić Mate Pavić          | 3       | 1               |
| Rajeev Ram Joe Salisbury          | 7       | 2               |
| John Peers Filip Polášek          | 22      | 3               |
| Juan Sebastián Cabal Robert Farah | 27      | 4               |

## Campeones

### Individual masculino
Alexander Zverev venció a  Frances Tiafoe por 7-5, 6-4

### Dobles masculino
Juan Sebastián Cabal /  Robert Farah vencieron a  Rajeev Ram /  Joe Salisbury por 6-4, 6-2